# Gaetano Vannicola
Gaetano Vannicola (Offida, 16 dicembre 1859 – Grottammare, 6 aprile 1923) è stato un pittore e architetto italiano.

## Biografia
Il pittore e architetto marchigiano Gaetano Vannicola nel 1890 collaborò con Cesare Mariani alla decorazione della Cattedrale di Sant'Emidio di Ascoli Piceno. Ha dipinto alcune cappelle nel cimitero di Offida ed eseguito pitture nella chiesa priorale di Patrignone (Montalto delle Marche). Fu invitato da Nino Costa a partecipare all'associazione di artisti la Scuola Etrusca, quindi anche al successivo sodalizio artistico In arte libertas che nel 1890 si diede uno regolamento, in diciassette articoli, riguardanti norme pratiche sulla organizzazione di mostre e sulla scelta degli associati.
Per un periodo Gaetano Vannicola ha vissuto in Argentina, dove è nato suo figlio Luigi Eugenio (Buenos Aires 1892 – Roma 1980), che è stato un architetto. Nel 1894 Gaetano Vannicola ha disegnato la testata del quotidiano di Ascoli Piceno "Il Lavoro".
Fu attendo e assiduo collaboratore di Giuseppe Sacconi, alla cui morte, nel 1905, fu nominato membro della Direzione Artistico Tecnica del Vittoriano, il monumento a Vittorio Emanuele a Roma. La costruzione di questo monumento, un enorme cantiere che si protrasse per decenni, presentò problemi gravi, per la presenza nel sottosuolo di cavità scavate in epoca antica.